# 電撃10年祭
電撃10年祭とは2002年10月14日（月）に幕張メッセでメディアワークスの創立10周年を記念して開催されたイベントである。
あずまきよひこのマラソンサイン会では朝の10時から16時までサインを続けた。ステージイベントでは『シスター・プリンセス RePure』の先行上映が行われた。物販ブースでは長蛇の列ができ、声優の握手会等も行われた。
入場者数は1万0538人だった。